# 斯塔夫尼齊亞
49°26′52″N 27°25′35″E / 49.44778°N 27.42639°E
斯塔夫尼察（烏克蘭語：Ставниця）是位於烏克蘭西部的村莊，由赫梅利尼茨基州裡赫梅利尼茨基區的梅吉比日市鎮負責管轄。該村處於布季爾卡河畔，面積2.92平方公里，海拔高度285米，2001年人口1,121。